# Rallina
A  Rallina a madarak osztályának darualakúak (Gruiformes) rendjébe és a  guvatfélék (Rallidae) családjába tartozó nem.

## Rendszerezésük
A nemet George Robert Gray brit zoológus írta le 1846-ban, az alábbi fajok tartoznak ide:
- hindu guvat (Rallina eurizonoides)
- andamáni guvat (Rallina canningi)
- maláj guvat (Rallina fasciata)
- háromszínű guvat (Rallina tricolor)
- gesztenyebarna guvat (Rallina rubra[2] vagy Rallicula rubra)[1]
- tüskés guvat (Rallina leucospila[2] vagy Rallicula leucospila)[1]
- nimfa guvat (Rallina forbesi[2] vagy Rallicula forbesi)[1]
- Mayr-guvat (Rallina mayri[2] vagy Rallicula mayri)[1]